# Regret (album)
Regret là album tổng hợp đầu tiên của đơn vị sản xuất âm nhạc Nhật Bản I've Sound và là vol đầu tiên của họ trong sê-ri album Girls Compilation. Phát hành ngày 24 tháng 12 năm 1999, album này tổng hợp lại nhiều bài hát do các ca sĩ của ban nhạc trình bày cho các PC game người lớn. Các giọng ca trong album gồm: Aki, Ayana, Shimamiya Eiko, Mary, Mell, Mihi, Miki và R.I.E.

## Danh sách track
| STT | Nhan đề                                                                    | Sáng tác                                                                 | Trình bày      | Thời lượng |
| --- | -------------------------------------------------------------------------- | ------------------------------------------------------------------------ | -------------- | ---------- |
| 1.  | "FUCK ME" (Hakidame: Trash ED)                                             | viết bởi Takase Kazuya                                                   | Mihi           |            |
| 2.  | "Last Regrets" (Kanon OP)                                                  | viết bởi Maeda Jun; cải biên bởi Takase Kazuya                           | Ayana          |            |
| 3.  | "Soyokaze no Yukue (そよ風の行方)" (phiên bản gốc trong X-Change 2)        | viết bởi Takase Kazuya                                                   | Aki            |            |
| 4.  | "I will..." (Sweet Palace OP)                                              | viết bởi Die・Juno soạn bởi Nakazawa Tomoyuki cải biên bởi Takase Kazuya | Mary           |            |
| 5.  | "Atarashii Koi no Katachi (新しい恋のかたち)" (Ribbon2 OP; phiên bản ngắn) | viết bởi Kai soạn bởi F-ACE cải biên bởi Takase Kazuya                   | Aki            |            |
| 6.  | "Utsukushiku Ikitai (美しく生きたい)" (Hakidame: Trash ED)                 | viết bởi Takase Kazuya                                                   | Mell           |            |
| 7.  | "Sweet ~koishikute~ (Sweet 〜恋しくて〜)" (Sweet Palace ED)                | viết bởi Takase Kazuya                                                   | Aki            |            |
| 8.  | "Kisetsu no Shizuku (季節の雫)" (Pile Driver OP)                           | viết bởi Takase Kazuya                                                   | R.I.E          |            |
| 9.  | "Dream to new world" (Costume OP)                                          | viết bởi Takase Kazuya                                                   | Miki           |            |
| 10. | "One small day" (Sweet Palace ED)                                          | viết bởi Takase Kazuya                                                   | Aki            |            |
| 11. | "Cross talk" (Tsugunai ED)                                                 | viết bởi Takase Kazuya                                                   | Mary           |            |
| 12. | "Kaze no Tadoritsuku Basho (風の辿り着く場所)" (Kanon ED)                  | viết bởi Maeda Jun soạn bởi Orito Shinji cải biên bởi Takase Kazuya      | Ayana          |            |
| 13. | "Last Regrets -X'mas floor style-" (album gốc)                             | viết bởi Maeda Jun cải biên bởi Takase Kazuya                            | Shimamiya Eiko |            |